# N-terminus
N-terminus (amino-terminus, 2-terminus, N-terminalni kraj ili aminski-terminus) se odnosi na početak proteina ili polipeptida koji ima aminokiselinu sa slobodnom amino grupom (-NH2). Konvencija pisanja peptidnih sekvenci je da se N-terminus stavi na levu stranu, i da se piše sekvenca od N- to -terminusa. Kad se protein translira iz informacione RNK, on se formira od N-terminusa do C-terminusa.